# Coupe du monde de saut à ski 1984-1985
Navigation
Édition précédente Édition suivante
L'édition 1984/1985 de la Coupe du monde de saut à ski est une compétition sportive internationale rassemblant les meilleurs athlètes mondiaux pratiquant le saut à ski. Elle s'est déroulée entre le 8 décembre 1984 et le 24 mars 1985 et a été remportée par le finlandais Matti Nykanen suivi des Autrichiens Andreas Felder et Ernst Vettori.

## Classement général
| Rang | Nom              | Pays               | Points |
| ---- | ---------------- | ------------------ | ------ |
| 1    | Matti Nykänen    | Finlande           | 224    |
| 2    | Andreas Felder   | Autriche           | 198    |
| 3    | Ernst Vettori    | Autriche           | 176    |
| 4    | Jens Weissflog   | Allemagne de l'Est | 151    |
| 5    | Jiří Parma       | Tchécoslovaquie    | 139    |
| 6    | Jari Puikkonen   | Finlande           | 125    |
| 7    | Pavel Ploc       | Tchécoslovaquie    | 117    |
| 8    | Masahiro Akimoto | Japon              | 89     |
| 9    | Per Bergerud     | Norvège            | 88     |
| 10   | Mike Holland     | États-Unis         | 86     |
| 10   | Miran Tepeš      | Yougoslavie        | 86     |

## Résultats
| Date       | Lieu                   | Vainqueur             | Deuxième          | Troisième                                     |
| ---------- | ---------------------- | --------------------- | ----------------- | --------------------------------------------- |
| 8.12.1984  | Thunder Bay            | Andreas Felder        | Pentti Kokkonen   | Ernst Vettori                                 |
| 9.12.1984  | Thunder Bay            | Andreas Felder        | Jari Puikkonen    | Ernst Vettori                                 |
| 15.12.1984 | Lake Placid            | Andreas Felder        | Jiri Parma        | Ernst Vettori                                 |
| 16.12.1984 | Lake Placid            | Andreas Felder        | Jari Puikkonen    | Per Bergerud                                  |
| 30.12.1984 | Oberstdorf             | Ernst Vettori         | Matti Nykanen     | Andreas Felder                                |
| 1.1.1985   | Garmisch-Partenkirchen | Jens Weißflog         | Jari Puikkonen    | Klaus Ostwald                                 |
| 4.1.1985   | Innsbruck              | Matti Nykanen         | Jens Weißflog     | Pavel Ploc                                    |
| 6.1.1985   | Bischofshofen          | Hroar Stjernen        | Klaus Ostwald     | Piotr Fijas                                   |
| 8.1.1985   | Cortina d'Ampezzo      | Roger Ruud            | Halvor Persson    | Andreas Bauer                                 |
| 9.2.1985   | Sapporo                | Matti Nykanen         | Ladislav Dluhos   | Per Bergerud                                  |
| 10.2.1985  | Sapporo                | Masahiro Akimoto      | Matti Nykanen     | Tuomo Ylipulli                                |
| 13.2.1985  | Saint-Moritz           | Ernst Vettori         | Matti Nykanen     | Jens Weißflog                                 |
| 15.2.1985  | Gstaad                 | Concours annulé       | Concours annulé   | Concours annulé                               |
| 17.2.1985  | Engelberg              | Jens Weißflog         | Ernst Vettori     | Ladislav Dluhos                               |
| 23.2.1985  | Harrachov              | Ole Gunnar Fidjestoel | Miran Tepeš       | Jiri Parma Trond Jøran Pedersen Tadeusz Fijas |
| 24.2.1985  | Harrachov              | Concours annulé       | Concours annulé   | Concours annulé                               |
| 1.3.1985   | Lahti                  | Matti Nykanen         | Pavel Ploc        | Mike Holland                                  |
| 3.3.1985   | Lahti                  | Andreas Felder        | Matti Nykanen     | Jari Puikkonen                                |
| 5.3.1985   | Örnsköldsvik           | Jiri Parma            | Miran Tepeš       | Masahiro Akimoto                              |
| 8.3.1985   | Falun                  | Andreas Felder        | Pavel Ploc        | Ernst Vettori                                 |
| 10.3.1985  | Oslo                   | Matti Nykanen         | Franz Wiegele     | Gérard Balanche                               |
| 23.3.1985  | Štrbské Pleso          | Matti Nykanen         | Richard Schallert | Vegard Opaas                                  |
| 24.3.1985  | Štrbské Pleso          | Matti Nykanen         | Ernst Vettori     | Richard Schallert                             |

## Liens & Sources
Résultats Officiels FIS